# Science-Fiction im Fernsehen
Seit 1949 ist Science-Fiction auch Bestandteil des Fernsehprogrammes. Gezeigt werden speziell fürs Fernsehen produzierte Serien und Fernsehfilme sowie Kinofilme (die nicht Schwerpunkt dieses Artikels sind, siehe hierfür Science-Fiction-Film). Oft waren Fernsehserien so erfolgreich, dass sie im Kino ihre Fortsetzung fanden (so etwa Star Trek). Ebenso zeigt sich in den letzten 20 Jahren aber auch der umgekehrte Trend, Kinofilme im Fernsehen fortzusetzen (beispielsweise Stargate).

## Allgemeines
Insgesamt werden – im Vergleich zu anderen Genres – relativ wenige Science-Fiction-Filme direkt fürs Fernsehen produziert. Auch reine Science-Fiction-Serien haben es schwer, mehrere Staffeln zu überleben.
Gründe dafür, dass Science Fiction im Fernsehen keine größere Rolle spielt, sind die hohen Kosten für Spezialeffekte und geringe Einschaltquoten aufgrund mangelnden Interesses beim Massenpublikum.
Im US-amerikanischen Raum wurde meist versucht, aufwendige Kulissen zu präsentieren. Viele Serien folgten dem Muster, böse Invasionen durch gute Amerikaner zu verhindern (V – Die außerirdischen Besucher kommen). Im Gegensatz dazu zeigen Serien wie Outer Limits – Die unbekannte Dimension anspruchsvollere Geschichten.
Die europäischen Fernsehmacher hatten meist nicht die finanziellen Mittel für teure Spezialeffekte. So zeigten viele Serien stattdessen bissige Sozial- und Gesellschaftskritik oder nahmen das Genre nicht sehr ernst (wie etwa die englische Serie Doctor Who)
In der DDR (wie auch in der BRD) spielte lange Zeit die Science Fiction nur eine untergeordnete Rolle. Trotzdem gab es auch hier eine Reihe sehr guter Filme, zum Beispiel die Jules-Verne-Verfilmungen vom tschechoslowakischen Regisseur Karel Zeman (zum Teil Kinofilme, die im Fernsehen gezeigt wurden, wie Die Erfindung des Verderbens, Auf dem Kometen, Reise in die Urwelt) oder die ungarischen Zeichentrickfilmserien über Adolar Heißer Draht ins Jenseits und Adolars phantastische Abenteuer.
Auch sehr gute Kinofilme gelangten ins Fernsehen, darunter die Filme Solaris, Stalker und Opfer des russischen Regisseurs Andrei Tarkowski. Die ARD brachte von 1978 bis 1981 eine, Dutzende von Filmen umfassende Reihe „Science-Fiction“, die sich aus gängigen Klassikern der 1950er- und 1960er-Jahre wie etwa Die unglaubliche Geschichte des Mr. C. und Barbarella sowie einigen damals noch recht neuen B-Produktionen wie Phase IV zusammensetzte. Neuere A-Produktionen des Genres wie 2001: Odyssee im Weltraum und Krieg der Sterne waren allerdings nicht darunter.
In den 1980ern wanderte ferner eine Serie von Science-Fiction-Filmen des oft als „B-Movie-König“ bezeichneten Regisseurs Jack Arnold durch die Dritten Programme. Jedem Film war eine kleine Make-Of-Dokumentation nachgestellt, in der sich vor allem der Regisseur selbst zu dem Film äußerte. Diese Serie wurde in den Dritten noch bis in die 1990er mehrmals wiederholt.
In den USA wurde 1992 der Science-Fiction-Spartenkanal SciFi-Channel gegründet, der sich im Juli 2009 in Syfy umbenannte. Syfy zeigt nicht nur Wiederholungen älterer Produktionen, sondern produziert auch eigene Serien wie Stargate SG-1 (ursprünglich auf Showtime), Stargate Atlantis, Farscape und Battlestar Galactica. Syfy hat mittlerweile auch einen deutschen Ableger, der auf verschiedenen PayTV-Plattformen zu sehen ist.

## Meilensteine der Science-Fiction-Fernsehserien
Die weltweit erste Science-Fiction-Fernsehsendung war eine von der BBC am 11. Februar 1938 live ausgestrahlte Adaption von Karel Čapeks Drama R.U.R. mit einer Länge von 35 Min. Die Sendung gilt als verschollen, da sie nicht durch Kinescope aufgezeichnet wurde.
Die erste Science-Fiction-Fernsehserie war Captain Video and His Video Rangers, die von 1949 bis 1955 von dem amerikanischen Fernsehsender DuMont ausgestrahlt wurde. Das Format der Sendung wurde kurz danach von anderen Sendern für die Serien Tom Corbett, Space Cadet, Space Patrol und Rod Brown of the Rocket Rangers kopiert. Alle vier Serien wurden Live gesendet. Von diesen Serien sind lediglich wenige Episoden erhalten geblieben, die im Kinescope-Verfahren aufgezeichnet worden waren.
1953 wurde mit Rocky Jones, Space Ranger zum ersten Mal eine Science-Fiction-Fernsehserie produziert, die auf Film aufgenommen wurde, so dass eine erhebliche inhaltliche und technische Qualitätssteigerung möglich wurde. Ihr folgte bereits ein Jahr später Captain Midnight, die auf ein gleichnamiges Hörspiel von 1938 und Serial von 1942 zurückging. In diesem Kontext erschien auch die Fernsehserie Flash Gordon, die 1954/55 teilweise in West-Berlin gedreht wurde und von Wenzel Lüdecke mitproduziert wurde. Sie sollte an die Flash Gordon-Serials von 1936 bis 1940 anknüpfen.
Die erste Fernsehserie, in der das Phänomen der Zeitreise thematisiert wurde, war Captain Z-RO, die von 1951 bis 1956 produziert und bis 1960 ausgestrahlt wurde. Sie war eine der ersten Fernsehproduktionen, die auf Video aufgezeichnet wurde.
Eine der bekanntesten Science-Fiction-Serien ist Raumschiff Enterprise (Originaltitel: Star Trek), das mit der Besatzung um Captain Kirk und Commander Spock von 1966 bis 1969 im US-amerikanischen Fernsehen lief. Nach nur drei Jahren Laufzeit wurde die Serie wegen schlechter Quoten abgesetzt. Erst nach erfolgreicher Syndication und darauf folgenden Forderungen von Fans nach neuen Folgen wurde ab 1987 die Nachfolgeserie Raumschiff Enterprise: Das nächste Jahrhundert gedreht (Original: Star Trek – The Next Generation, mit neuer Crew um Captain Picard).
Deutlich länger war jedoch die britische Serie Doctor Who auf den Bildschirmen zu sehen. Sie lief für 26 Staffeln mit 720 Episoden in der BBC von 23. November 1963 bis 6. Dezember 1989. 1996 wurde ein Fernsehfilm gedreht. Seit dem Jahr 2005 kamen weitere neue Folgen hinzu. Damit hält sie den Rekord, die am längsten laufenden Science-Fiction-Fernsehserie der Welt zu sein. Zusätzlich erhielt sie einen Eintrag in das Guinness-Buch der Rekorde für die erfolgreichste Science-Fiction Serie der Welt.
Einflussreich, insbesondere auf den späteren Bereich der Mystery, war die in den 1950er Jahren ausgestrahlte US-Serie Twilight Zone.
Die erste (west-)deutsche Science-Fiction-Serie war Raumpatrouille von 1966. Obwohl sie mit niedrigem Budget gedreht wurde und sich nicht lange halten konnte, gilt sie heute doch als „Kult“ und brachte es 2003 zu einem Revival auf der Leinwand, dem Spielfilm Raumpatrouille Orion – Rücksturz ins Kino. Die erste SF-Fernsehserie, die überhaupt im deutschen Fernsehen ausgestrahlt wurde, war Menschen im Weltraum (Men Into Space, USA 1959/60); allerdings kamen um 1960 nur 13 von 38 Episoden in den regionalen Vorabendprogrammen zur Aufführung.
Von 1971 bis 1972 wurden 13 Folgen der US-amerikanischen Science-Fiction-Serie Time Tunnel auch im Deutschen Fernsehen gezeigt. Obwohl die Serie nicht fortgesetzt wurde, gab es eine große Fan-Gemeinde, die von der Idee einer Zeitmaschine und möglichen Zeitreisen begeistert waren.
In den 1970er-Jahren hat vor allem Rainer Erler das Genre mit mehreren kritischen und teilweise anspruchsvollen Produktionen bereichert. Insbesondere die Reihe Das Blaue Palais ist hier zu nennen, die wiederum die Vorabendserie Alpha Alpha als Vorbild hatte.
Zwischen dem 8. Juni 1971 und dem 18. Januar 1972 wurden im Abstand von jeweils zwei Wochen Episoden der Science-Fiction-Serie UFO gesendet. In der Serie wurden die Themen Außerirdische und Ufologie mit Tricksequenzen spannend dargestellt.